# 卡胡朗吉國家公園
卡胡朗吉国家公园（英語：Kahurangi National Park）为新西兰南岛西北部的一座国家公园，面积4520平方千米，为新西兰第二大国家公园。“卡胡朗吉”一译“卡胡朗伊”，为毛利语，意为“珍贵的财产”。公园位于西岸大区和塔斯曼大区的交界处。公园内地形复杂，发育有大量的洞穴系统。还栖息有许多珍稀的动植物。公园内可以进行洞穴探险和远足，著名的希菲步行道即位于公园内。